# UW–Milwaukee Panther Arena

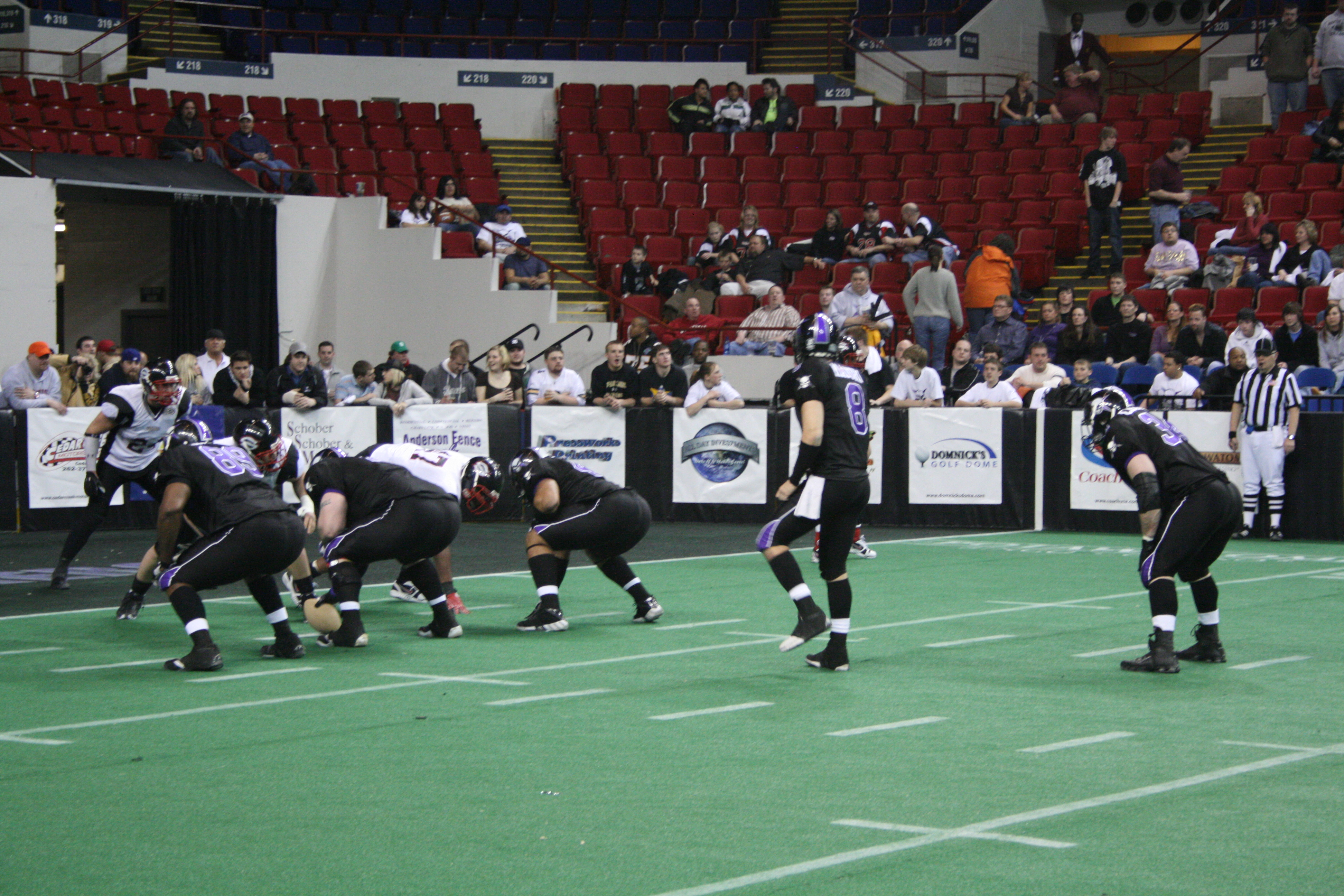
Arena-Football-Spiel der Milwaukee Bonecrushers am 21. März 2008 gegen die Chicago Slaughter.

Die UW–Milwaukee Panther Arena ist eine Mehrzweckhalle in der US-amerikanischen Stadt Milwaukee im Bundesstaat Wisconsin. Der 1950 fertiggestellte Bau kostete 10 Millionen US-Dollar und bietet heute maximal 12.148 Plätze.

## Geschichte
Der erste Spatenstich wurde am 3. November 1948 durchgeführt. Die Einweihung der Milwaukee Arena fand am 9. April 1950 statt. Sie war eine der ersten Veranstaltungshallen in den USA, die auch für Fernsehübertragungen ausgerüstet war. 1974 wurde die Milwaukee Arena mit dem Milwaukee Theatre und dem Midwest Airlines Center zum MECCA Complex (Milwaukee Exposition Convention Center and Arena) zusammengelegt. So trug die Halle von 1974 bis 1995 den Namen MECCA Arena. Danach erhielt es den Namen Wisconsin Center Arena. Sie war aber auch weiter als Milwaukee Arena bekannt. Die Mehrzweckhalle war Heimat der NBA-Mannschaften der Milwaukee Hawks (1951–1955) und der Milwaukee Bucks (1968–1988). Die Bucks feierten in der Milwaukee Arena 1971 die NBA-Meisterschaft und erreichten 1974 die Finalspiele. 1977 fand das NBA All-Star Game in Milwaukee statt. Der Westen siegt mit 125:124 gegen Osten. Neben den Hawks und Bucks spielten die Milwaukee Wave (MISL), Milwaukee Panthers (NCAA-Basketball), Milwaukee Admirals (IHL) und die Milwaukee Admirals (IHL) in der Arena.
Auch große Wrestling-Veranstaltungen wurden in der Arena ausgerichtet; so z. B. der WCW SuperBrawl II 1992, der WWF King of the Ring 1996, der WCW Clash of the Champions 1997, WWF Over the Edge 1998 oder WCW Mayhem im Jahr 2000. Die Eisshow Disney on Ice gastiert zu ihren Aufführungen in Milwaukee in der Arena. Seit 2001 verläuft entlang der Arena der Wisconsin Athletic Walk of Fame mit berühmten Sportlern und Sportlerinnen Wisconsins.
Im Jahr 1988 wurde das Bradley Center in unmittelbarer Nachbarschaft eröffnet und die Teams zogen in den modernen Neubau um. Von 1993 bis 1998 und von 2003 bis 2011 nutze die NCAA-Basketballmannschaft der Milwaukee Panthers (Horizon League) von der University of Wisconsin–Milwaukee die Halle. Nach einer kompletten Renovierung im Jahr 1998 kehrten Milwaukee Wave aus der MISL in die U.S. Cellular Arena zurück. In den Jahren 2008 und 2009 waren die Milwaukee Bonecrushers (CIFL) für zwei Spielzeiten in der Halle beheimatet. Die Milwaukee Iron mussten 2010 ein Play-off-Spiel gegen Chicago Rush in der Arena austragen, da zu der Zeit das Bradley Center renoviert wurde. 2013 kehrten die Milwaukee Panthers zurück. Der Vertrag läuft über fünf Jahre bis 2018. Darauf einigten sich die University of Wisconsin–Milwaukee und der Wisconsin Center District (WCD) als Hallenbesitzer. 2012 und 2013 spielten Milwaukee Panthers im Klotsche Center auf dem Universitätscampus mit nur 3.500 Plätzen.
Im Mai 2014 verkündete das Mobilfunkunternehmen U.S. Cellular, dass man den laufenden Sponsoringvertrag über das Namensrechte nicht verlängern werde. Wenig später am 26. Juni erhielt die Halle den neuen Namen UW–Milwaukee Panther Arena. Diese Vereinbarung läuft zunächst bis in das Jahr 2024. Die UWM hat die Option den Vertrag um fünf Jahre bis 2029 zu verlängern.

## Konzerte (Auswahl)
Neben den Sportveranstaltungen finden auch Konzerte in der Halle statt.
- 1964: The Beatles
- 1968: The Doors
- 1970: Led Zeppelin
- 1971: Elvis Presley
- 1972: Yes
- 1973: Led Zeppelin
- 1976: David Bowie, KISS
- 1977: Elvis Presley, KISS
- 1978: David Bowie
- 1979: Boston, Van Halen, KISS
- 1980: Queen, Rick James, Prince, Van Halen
- 1981: AC/DC, Bob Dylan, Prince, The Jacksons, Van Halen
- 1982: Frank Sinatra, Eric Burdon, The Who, Van Halen
- 1983: Robert Plant, Prince
- 1984: The Police, KISS
- 1985: Dire Straits, Tina Turner
- 1986: Ozzy Osbourne, Metallica, Journey, KISS
- 1987: Roger Waters, Def Leppard
- 1988: Metallica, Queensrÿche, Robert Plant, KISS
- 1989: Grateful Dead
- 1993: Nirvana, Robert Plant
- 1994: Tupac Shakur
- 1999: Bob Dylan
- 2001: Bob Dylan, Phil Lesh & Friends
- 2008: The Cheetah Girls
- 2010: Daughtry